# Терманція
Емілія Матерна Терманція (*Aemilia Materna Thermantia, д/н —30 липня 415) — дружина римського імператора Гонорія.

## Життєпис
Походила з впливової родини. Була донькою Стиліхона, magister militum Західної Римської імперії, та Серени, а також небогою імператора Феодосія I. У 408 році, невдовзі після смерті старшої сестри Марії, вийшла заміж за імператора Гонорія. Проте вже наприкінці того ж року (після страти Стиліхона) її було вигнано з імператорського палацу, вона повернулася до свої матері. За відомостями історіка Зосіми Терманція залишилася незайманою (або Гонорій був імпотентом, або не цікавився жінками).
Напочатку 409 року відбувся суд над Терманцією. Римський сенат судив її за те, що раніше під час перебування у Храмі Реї, зняла зі статуї намисто й наділа на себе. Втім вона залишилася живою, сплативши штраф. У 410 році зуміла пережити пограбування Риму очільником вестготів Аларіхом. після цього перебирається до Константинополя, де помирає у 415 році.